# Oldrões
Oldrões ist eine Gemeinde (Freguesia) im Norden Portugals.
Oldrões gehört zum Kreis Penafiel im Distrikt Porto, besitzt eine Fläche von 4,1 km² und hat 1954 Einwohner (Stand 19. April 2021).

## Antike Bauwerke
- römische Siedlung Castro de Monte Mozinho, (circa 100 v. Chr. – 500 n. Chr.)

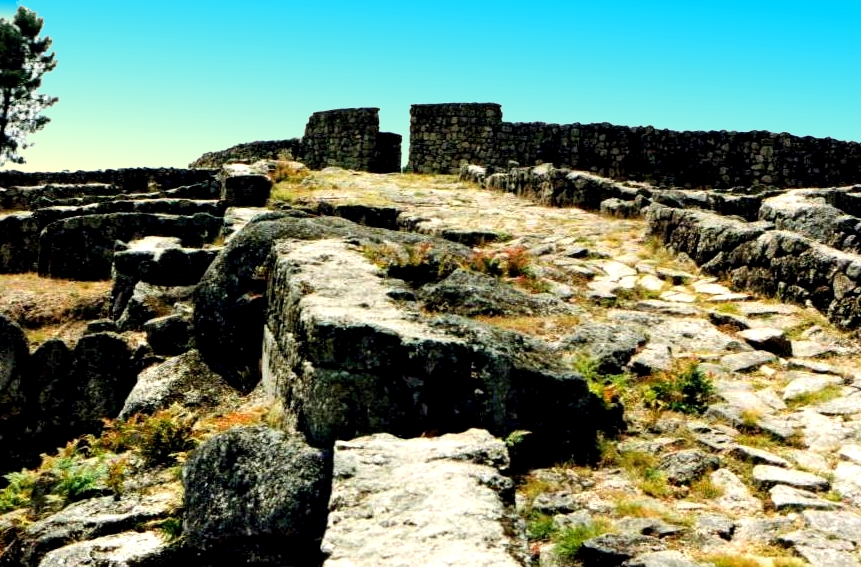
Castro Mozinho